# Marguerite de Fiennes
Marguerite de Fiennes (née vers 1269 et morte le 7 février 1333), baronne Mortimer de Wigmore de par son mariage avec Edmond Mortimer, est une femme issue de la noblesse anglaise.

## Biographie
Marguerite, fille de Guillaume II de Fiennes, baron Tingry, et de Blanche de Brienne, est issue d'un prestigieux lignage. En effet, même si son père n'est qu'un éminent baron de la Picardie, Marguerite descend par sa mère de Jean de Brienne, successivement roi de Jérusalem et empereur latin de Constantinople. Elle est également une cousine éloignée de la reine Éléonore de Castille, l'épouse du roi Édouard Ier d'Angleterre. En septembre 1285, âgée d'environ quinze ans, Marguerite épouse Edmond Mortimer, 2e baron Mortimer de Wigmore, un important baron des Marches galloises. La sœur de Marguerite, Jeanne de Fiennes, épouse le 24 septembre 1291 John Wake. Quant à leur frère Jean, il se marie avec Isabelle, fille du comte de Flandre Gui de Dampierre. Ces différentes alliances permettent à la famille de Fiennes d'entretenir d'étroites relations avec la couronne d'Angleterre, bien qu'elle soit pourtant vassale du royaume de France.
Après la mort prématurée de son époux Edmond en 1304, Marguerite se retire dans les possessions qui lui ont été promises en douaire et ne s'est jamais remariée. Pendant ce temps, leur fils aîné Roger Mortimer hérite des biens paternels en 1306. Toutefois, Marguerite de Fiennes détient le contrôle d'au moins la moitié du patrimoine de son défunt mari (notamment Radnor et Bridgnorth, ainsi que d'autres terres dans le Somerset et le Buckinghamshire), et comme elle survivra à son fils Roger, ce dernier n'aura jamais la complète jouissance des possessions de son père. On ignore ses activités au cours de son veuvage, mais il est fort possible qu'elle prenne en charge l'éducation des sept autres enfants qu'elle a eus de son mariage. Elle assiste impuissante à la révolte infructueuse de son fils aîné et d'autres barons anglais contre le roi Édouard II d'Angleterre, qui s'achève par la reddition et l'emprisonnement de Roger Mortimer à la Tour de Londres en 1322. En revanche, Marguerite n'est pas arrêtée par le roi, contrairement aux enfants de Roger. Bien que Radnor et quelques autres de ses possessions soient saisies, elle fait part de son mécontentement auprès du roi et les retrouve rapidement.
Pourtant, Roger Mortimer s'évade de la Tour de Londres en août 1323 et s'embarque pour la France. Désormais le leader officiel de la fronde baronniale au roi d'Angleterre, il coordonne en France sa future insurrection contre Édouard II. À la fin de l'année 1325, craignant désormais une invasion de son royaume, Édouard II fait occuper par précaution les terres de Marguerite de Fiennes. Peu après, le 3 janvier 1326, cette dernière est accusée par le roi d'être secrètement en contact avec son fils et est en représailles recluse dans un prieuré du Bedfordshire. Marguerite est censée demeurer emprisonnée pour le restant de ses jours, mais la chute du pouvoir d'Édouard II à l'automne 1326 entraîne sa libération. Elle s'abstient ensuite de participer au régime de son fils Roger, de facto régent d'Angleterre au nom du jeune Édouard III dès janvier 1327. De ce fait, à la suite de l'exécution de Roger Mortimer sur ordre d'Édouard III pour haute trahison en novembre 1330, Marguerite n'est pas inquiétée par le souverain et est autorisée à conserver ses possessions. Elle meurt le 7 février 1333 et est sans doute inhumée à l'abbaye de Wigmore. Son petit-fils Edmond étant mort prématurément en 1331, c'est donc son arrière-petit-fils Roger qui hérite de l'intégralité de ses terres.

## Descendance
De son mariage avec Edmond Mortimer, Marguerite de Fiennes a huit enfants :
- Roger Mortimer (25 avril 1287 - 29 novembre 1330), 3e baron Mortimer de Wigmore et 1er comte de March, époux de Jeanne de Geneville, avec postérité[7]. De cette union descendent tous les monarques d'Angleterre suivant le roi Édouard IV (excepté le roi Henri VII) ;
- Maud Mortimer (morte en 1312), épouse du seigneur Théobald II de Verdun, avec postérité. La reine d'Angleterre Catherine Parr descend de cette union[7],[8] ;
- John Mortimer, tué accidentellement lors d'un tournoi par John de Leyburne[7] ;
- Gaultier Mortimer, prêtre, recteur de Kingston[7] ;
- Edmond Mortimer, prêtre, recteur de Hodnet et trésorier de la cathédrale d'York[7] ;
- Hugues Mortimer, prêtre, recteur de l'église d'Old Radnor[7] ;
- Elizabeth Mortimer, nonne[7] ;
- Jeanne Mortimer, nonne[7].